# Scopula maculata
Scopula maculata är en fjärilsart som beskrevs av Louis Beethoven Prout 1938. Scopula maculata ingår i släktet Scopula och familjen mätare. Inga underarter finns listade.